# آرماندو ترووایولی
آرماندو ترووایولی (ایتالیایی: Armando Trovajoli; ۲ سپتامبر ۱۹۱۷ – ۲۸ فوریهٔ ۲۰۱۳) یک نوازنده پیانو، آهنگساز، و رهبر ارکستر اهل ایتالیا بود.
او همچنین همسر بازیگر متوفی ایتالیایی پیر آنجلی بود. ترووایولی در سال ۲۰۱۳ در سن ۹۵ سالگی در رم درگذشت.

## رادیو
پس از دانش‌آموختگی از آکادمی ملی سانتا چچیلیا در رم به سال ۱۹۴۸، ترووایولی توسط شبکه رای به رهبری یک ارکستر موسیقی که تنظیم شده بود با ۱۲ ویولون، ۴ ویولون بزرگ، ۱ فلوت، ۴ ویولونسل، ۱ ابوا، ۱ قره نی، ۱ شیپور، چنگ، زیلوفون، گیتار الکتریک بیس، طبل‌ها و پیانو (توسط ترووایولی شخصاً نواخته می‌شد) سپرده شد. در سالهای ۱۹۵۲–۱۹۵۳ او با پیرو پیچونی در فیلم کسوف همکاری کرد، پخش هفتگی موسیقی در جایی که ارکستر به‌طور متناوب توسط دو آهنگساز اداره می‌شد خیلی فرق با موسیقی رادیو در آن زمان داشت.

## موسیقی فیلم
همراه با گوفردو پتراسی، ترووایولی موسیقی فیلم برنج تلخ جوزپه دسانتیس را نواخت. در سال ۱۹۵۱ ترووایولی توسط دینو دلارنتیس دعوت به ساختن موسیقی برای فیلم آنا شد. فیلمی به کارگردانی آلبرتو لاتوادا به ویژه آهنگی از آن به نام"El Negro Zumbon" موفقیت بین‌المللی پیدا کرد. از دیگر فیلم‌های او می‌توان به همسر باکره و وقتی حرف می‌زنی دهنت رو ببند! اشاره کرد.

## فیلم‌شناسی
از فیلم‌هایی که وی در آن نقش داشته‌است، می‌توان به هفت ضربدر هفت، سایه‌های ناآشنا در اتاقی خالی، شب زفاف، لیگابوئه، راز لباس سرخ، برهنه می‌بینم، چرا عشق‌بازی نمی‌کنیم؟، مرد سال، ارتباط ایتالیایی، مرد هوسران، به زور مال من، سکس تا چه حد سرگرم‌کننده است؟، بی‌غیرت ارجمند، دیروز، امروز، فردا، گنجینه سان جنارو، کشیش متأهل، به‌راستی چه بر سر بیبی توتو آمد؟، دختران زیبا، بهیار، افکار شیطانی، عشق‌های من، دکتر جکیل و بانوی مهربان، خیانت به سبک ایتالیایی و همسرم اشاره کرد.
او در پروژه‌های زیادی با ویتوریو دسیکا شامل یک بخش بوکاچو ۷۰ همکاری کرد. ترووایولی خالق چندین موسیقی ایتالیایی بود.